# Sterławki Średnie
Sterławki Średnie ist ein Ort in der polnischen Woiwodschaft Ermland-Masuren und gehört zur Gmina Giżycko (Landgemeinde Lötzen) im Powiat Giżycki (Kreis Lötzen).

## Geographische Lage
Sterławki Średnie liegt im nördlichen Osten der Woiwodschaft Ermland-Masuren, elt Kilometer südwestlich der Kreisstadt Giżycko (Lötzen).
Der Ort befindet sich zwischen den Dörfern Sterławki Małe (deutsch Klein Stürlack) und Sterławki Wielkie (Groß Stürlack) und könnte – dem Namen nach – „Mittel Stürlack“ genannt werden.

## Geschichte
Die kleine Siedlung Sterławki Średnie ist erst nach 1945 entstanden. Zentraler Mittelpunkt – nicht nur geographischer Art – wurde 1949 ein staatlicher Landwirtschaftsbetrieb (polnisch Państwowe gospodarstwo rolne), der lange Jahre als solcher geführt wurde. Der Ort liegt an der Grenze der Gmina Giżycko zur Gmina Ryn (Rhein) und gehört zum Schulzenamt (polnisch sołectwo) Sterławki Małe im Verbund der Gmina Giżycko im Powiat Giżycki (Kreis Lötzen), vor 1998 der Woiwodschaft Suwałki, seither der Woiwodschaft Ermland-Masuren zugehörig.

## Kirche
Sterławki Średnie gehört zur Pfarrei Sterławki Wielkie im Bistum Ełk (Lyck) der Römisch-katholischen Kirche in Polen bzw. zur Kapellengemeinde Sterławki Wielkie der Pfarrei Ryn (Rhein) in der Diözese Masuren der Evangelisch-Augsburgischen Kirche in Polen.

## Verkehr
Sterławki Średnie liegt an der bedeutenden polnischen Woiwodschaftsstraße DW 592 (einstige deutsche Reichsstraße 135), die die Kreisstädte Bartoszyce (Bartenstein), Kętrzyn (Rastenburg) und Giżycko (Lötzen) miteinander verbindet. Bahnanschluss besteht über die Stationen Sterławki Małe und Sterławki Wielkie an der Bahnstrecke Głomno–Białystok.